# Icean
Icean  ist ein gesättigter polycyclischer Kohlenwasserstoff mit der Summenformel C12H18. Es hat eine molekulare Käfigstruktur, dessen Kohlenstoffgerüst als drei verschmolzene Cyclohexanringe in der Wannenkonformation oder als zwei solcher Ringe in der Sesselkonformation, die durch drei parallele (axiale) Bindungen gebunden sind, betrachtet werden. betrachtet werden kann. Die räumliche Anordnung der Kohlenstoffatome im Icean entspricht der Wurtzitkristallstruktur, woher auch der Name Wurtzitan rührt.
Der Name „Icean“ wurde vom Chemiker Louis Fieser etwa ein Jahrzehnt, bevor die Verbindung zum ersten Mal synthetisiert wurde, vorgeschlagen. Er untersuchte die Anordnung von Wassermolekülen in Eis, als ihm auffiel, dass es einen stabilen Kohlenwasserstoff mit der genannten Struktur geben sollte.
| Struktur Icean           | Struktur Icean           |
| ------------------------ | ------------------------ |
| Stäbchenmodell von Icean | Kalottenmodell von Icean |
| Stäbchenmodell           | Kalottenmodell           |